# Brachychiton hirtellus
Brachychiton hirtellus är en malvaväxtart som beskrevs av G.P. Guymer. Brachychiton hirtellus ingår i släktet Brachychiton och familjen malvaväxter. Inga underarter finns listade i Catalogue of Life.